# EM Client
eM Client è un client di posta elettronica per i sistemi operativi Microsoft Windows (XP e successivi), con funzioni per inviare e ricevere e-mail, gestire calendari, chat, contatti e attività.

## Tipo di licenza
eM Client fornisce due tipi di licenza, gratuita e Pro. La licenza gratuita è destinata all'uso non commerciale e supporta due account di posta elettronica. La versione Pro, a pagamento, è destinata all'uso commerciale e prevede un numero illimitato di account di posta elettronica e il supporto tecnico.

## Supporto e-mail
eM Client supporta i protocolli IMAP, POP3 e tutte le principali piattaforme di servizi e-mail e SaaS come: Gmail, Yahoo, Exchange, iCloud, Outlook.com, Microsoft 365, Icewarp e Apple Server; è tradotto in 19 lingue con localizzazioni aggiornate periodicamente.